# Machinima
En machinima er en video lavet med hjælp af en eller flere optagelser fra et computerspil, eller en lignende online verden.
Videoen bliver lavet af professionelle og amatører som kunst og fanproduktion. På den led er det, ligesom Wikipedia, et sted hvor mange konvergerende viljer mødes. En Machinima film kan altså opfattes som både samtidskunst og folkekunst.
Hvor computerspil og simulationer udmærker sig ved at være steder hvor man som bruger kan udføre eksperimenter, der kun meget dårligt vil kunne lade sig gøre analogt
 er Machinima en måde at lave videoer, der ellers ville være svære at optage. Fx giver det mulighed for at samarbejde med andre personer som spiller en rolle i videoen over et online netværk, derfor kan der optræde en stor mængde personer i en Machinima.